# آرادو آر ۸۰
آرادو آر ۸۰ (به انگلیسی: Arado_Ar_80) یک جنگنده تک باله تک موتوره تک سرنشین ساخت شرکت آرادو فلوکتسایک‌ورک در آلمان بود که توسط والتر بلومه، مهندس آلمانی طراحی گردیده بود.

## طراحی و توسعه
با به قدرت رسیدن حزب نازی به رهبری آدولف هیتلر و در جریان تسلیح مجدد آلمان بر خلاف متن قرارداد ورسای، در سال ۱۹۳۳ وزارت هوانوردی رایش سوم طرحی را برای طراحی مخفیانه و سری جنگنده تک باله تمام فلزی جدید با مشخصاتی ویژه از جمله موتور یونکرس یومو ۲۱۰، حداکثر سرعت ۴۰۰ کیلومتر بر ساعت در ارتفاع ۶ هزار متری برای بیست دقیقه و حمل سه مسلسل با هزار گلوله یا یک توپ خودکار ۲۰ میلی‌متری با ۲۰۰ گلوله به چهار شرکت عمده هواپیماسازی آلمانی ارائه کرد و مقرر گردید هر شرکت تا اواخر سال ۱۹۳۴ سه نمونه برای انجام مراحل آزمایش رو در رو تحویل بدهد. با این حال موتور یونکرس یومو ۲۱۰ تا موعد مقرر آماده استفاده نبود بدین جهت آرادو برای پر کردن این خلع از موتور رولز-رویس کسترل ۶ (۵۲۵ اسب بخار) استفاده نمود که با توجه به توان پایین‌تر آن باعث کاهش عملکرد واقعی هواپیما شد.

## نمونه‌های اولیه و آزمایش‌ها
مدل اولیه هواگرد آرادو آر ۸۰ که بر خلاف نمونه‌های قبلی آرادو تمام فلزی و با اِرّاده فرود جمع شونده ساخته شده بود، با وجود مشکل در بخش اِرّاده فرود نخستین پروازش را در بهار سال ۱۹۳۵ انجام داد. هنگام ساخت مدل دوم، موتور از پیش اعلام شده همچنان آماده بهره‌برداری نبود به همین جهت وزارت هوانوردی یرای ترسیم مدلی واقعی تر، یک هواپیمای غیرنظامی تازه تولید شده هاینکل ۷۰ را با چهار موتور رولز-رویس کسترل ۵ (۶۹۵ اسب بخار) معاوضه کرد. با این وجود که اساس این موتور با مدل ۶ آن مشابه بود اما با توان بیشتر، قدرتمندترین موتور خطی روز دنیا به حساب می‌آمد. شرکت‌های مختلف برای به دست آوردن این موتور جهت به کار بردن در نمونه‌های خود رقابت سنگینی را آغاز کردند. شاید علت پیروزی مدل نهایی را بتوان در این مسئله یافت که دو موتور به شرکت مسرشمیت و یک موتور به هر یک از شرکت‌های آرادو و هاینکل رسید و شرکت فوکه-وولف بی نصیب ماند.
تولید مدل دوم به کمک موتور جدید در پاییز سال ۱۹۳۵ به اتمام رسید و مراحل آزمایش آن آغاز گردید. این بار نیز اِرّاده فرود مجدداً مشکل آفرین شد. آرادو برای حل این مشکل، با اتکا به کاهش وزن و صرف نظر از عملکرد بهتر اِرّاده جمع شونده، اقدام به استفاده از اِرّاده‌های معمول خود در هواپیماهای پیشین یعنی اراده ثابت کرد که طراحی آن چندین ماه را به خود اختصاص داد. استفاده از اراده فرود ثابت طبق انتظار وزن را کاهش نداد و هواپیما در حالت خالی همچنان ۱۶ درصد سنگین تر از مدل خواسته شده بود. هنگام بارگذاری کامل، وزن هواپیما حتی بدون تسلیحات به ۲۱۰۰ کیلوگرم می‌رسید که با وجود موتور قدرتمند کسترل هم توان آن به شدت کاهش می‌یافت. از طرفی با حداکثر سرعت تنها ۴۱۰ کیلومتر بر ساعت عملکرد ناامید کننده هواپیما به اثبات رسید.
پس از تکمیل مدل وعده داده شده مشخص شد که ۲۱۰ قدرت کمتری نسبت به کسترل هنگام برخاستن ارائه می‌کند اما در ارتفاع زیاد عملکرد مشابهی نشان می‌دهد. در ارتفاع زیاد این موتور سرعت بیشتر را موجب می‌شد اما در ارتفاع‌های پایین به همان خوبی نبود و اوج گرفتن آن نیز با سرعت کمتریی انجام می‌شد. آرادو مدعی شد می‌تواند با راهکاری این مشکل را حل کند اما پیش از اجرای آن از دور رقابت کنار گذاشته شد.
با این حال که آرادو آر ۸۰ جزو نخستین هواپیماهای ساخته شده بود اما با وجود مشکل مستمر در اراده فرود و تأمین موتور، به عنوان یکی از آخرین نمونه‌ها وارد آزمایش رو در رو شد. آرادو نمونه خود را در فوریه ۱۹۳۶ به درخواست کنندگان تحویل و از ماه بعد تقابل‌های عملی آغاز شد اما کاملاً مشخص بود که این نمونه هیچ شانسی در مقابل نمونه‌های هاینکل و مسر-اشمیت ندارد و این موضوع تنها یک ماه بعد به اطلاع آرادو رسید.
در همین هنگام بود که مدل سوم آرادو آماده شده بود. در این نمونه برای کاهش هر چه بیشتر وزن، بال‌های فرورفته با بال‌های مسطح جایگزین شد که موجب افزایش طول اراده فرود گردید. در مدل جدید از نسخه c موتور یونکرس ۲۱۰ استفاده به عمل آمد که سرعت هواپیما را مقداری افزایش داد. اما وزارت هوانوردی دیگر این نمونه را نپذیرفت آن را به‌طور کامل کنار گذاشت. گفته می‌شود ثابت بودن اراده فرود در این تصمیم وزارت خانه بسیار مؤثر بوده است. البته گفته می‌شود پیش از آن نمونه ۱۵۹ شرکت فوکه-وولف به دلیل داشتن طراحی قدیمی بال‌چتری نیز از چرخه خارج شده بود.
گفتنی است در این رقابت نهایتاً جنگنده بسیار معروف و افسانه ای ب اف ۱۰۹ شرکت مسرشمیت موفق به پیروزی شد که منجر به ورود آن به خط تولید انبوه گردید. (نزدیک به ۳۴ هزار فروند)
در سال ۱۹۳۷ مدل سوم دوباره اما این بار جهت برخی آزمایش‌ها فراخوانده شد. بدین منظور صندلی دومی پشت صندلی خلبان برای مشاهده گر تعبیه گردید و اتاقک خلبان به‌طور کامل سرپوشیده شد. از این هواپیما برای نخستین در آزمایش توپ خودکار ۲۰ میلی‌متری استفاده به عمل آمد که آن را به اولین هواپیمای مسلح به این جنگ‌افزار تبدیل نمود. از این توپ خودکار به عنوان سلاح استاندارد جنگنده‌های آلمانی با موتور خطی در طول جنگ جهانی دوم استفاده شد. در سال ۱۹۳۸ نیز از این هواپیما برای آزمایش برآافزا استفاده گردید.
با همه این اوصاف در مجموع ۵ فروند از این هواگرد ساخته شده است.

## مشخصات فنی (نمونه دوم با موتور یومو)

### مشخصات عمومی
- خدمه: ۱ نفر
- طول: ۱۰٫۳ متر
- طول بال: ۱۰٫۸۹ متر
- ارتفاع: ۲٫۶۵ متر
- مساحت بال: ۲۱ متر مربع
- وزن خالی: ۱٬۶۴۲ کیلوگرم
- وزن خالص: ۲٬۱۲۵ کیلوگرم
- نیرومحرکه: یک موتور پیستونی یونکرس یومو ۲۱۰ خنک شونده با مایعات: ۶۴۰ اسب بخار در ۲٬۷۰۰ متری

یا
یک موتور رولز-رویس کسترل ۶: ۵۲۵ اسب بخار
یک موتور رولز-رویس کسترل ۵: ۶۹۵ اسب بخار
- پروانه: دو تیغه چوپی

### عملکرد
- حداکثر سرعت: ۴۲۵ کیلومتر بر ساعت در ۴٬۰۰۰ متری
- برد: ۸۰۰ کیلومتر
- حداکثر ارتفاع: ۱۰٬۰۰۰ متر
- سرعت اوج‌گیری: ۹٫۵ متر بر ثانیه، ۴۰۰۰ متری در ۵٫۸ دقیقه
- مصرف سوخت: ۲۱ لیتر در هر ۱۰۰ کیلومتر

### تسلیحات
- دو مسلسل ام‌گه ۱۷ با کالیبر ۷٫۹۲ میلی‌متر
- یک توپ خودکار ۲۰۰ میلی‌متری